# Tranvia di Opicina
La tranvia di Opicina (tran de Opcina in dialetto triestino, Openski tramvaj in sloveno), nota anche come "trenovia di Opicina", è una linea tranviaria urbana della città di Trieste, gestita dalla Trieste Trasporti come parte integrante del servizio di trasporto pubblico cittadino. La panoramicità del percorso la rende anche una delle attrazioni turistiche della città.
La linea ha la caratteristica, unica in Europa, di possedere un tratto di circa 800 m in forte pendenza (fino al 26%) lungo il quale le vetture vengono spinte (in salita) o trattenute (in discesa) da carri-scudo vincolati ad un impianto funicolare. Il servizio, ufficialmente la linea 2 del trasporto pubblico locale di Trieste, presenta un percorso che si sviluppa interamente all'interno del territorio comunale e collega il centro cittadino (a 3 m s.l.m.) alla frazione comunale di Villa Opicina sull'altopiano del Carso (a 329 m s.l.m.); in funzione dal 9 settembre 1902, è lunga poco più di 5 km.
L'impianto rappresenta l'unica linea tranviaria rimasta nel capoluogo giuliano dopo la soppressione della rete urbana, avvenuta nel 1970.

## Storia

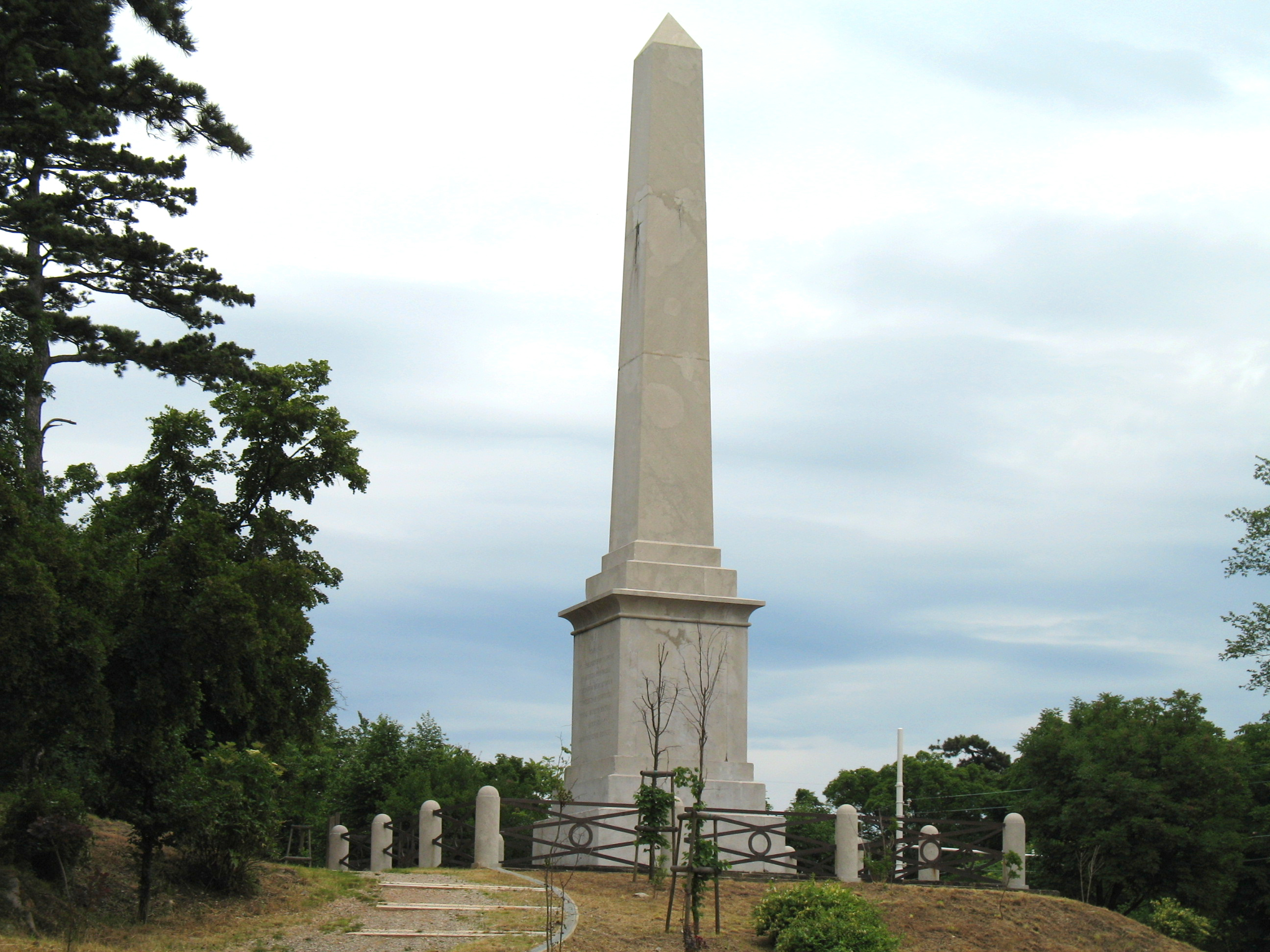
L'obelisco di Opicina, sito nell'omonimo quartiere nei pressi di una fermata della tranvia

La trenovia venne progettata alla fine del XIX secolo per collegare rapidamente il centro abitato di Opicina alla città di Trieste; infatti l'esistente collegamento ferroviario era ritenuto insoddisfacente perché, a causa del dislivello altimetrico, la ferrovia era costretta a compiere una lunga ansa che incideva sui tempi di percorrenza. Vi era poi una funzione che potremmo definire di "espansione edilizia": la trenovia rappresentava allora l'unico mezzo di trasporto valido per poter espandere la città sul colle di Scorcola (su cui si snoda il tratto funicolare), caratterizzato da stradine piuttosto acclivi e malagevoli.
La concessione per la costruzione della trenovia fu emanata il 28 ottobre 1901, e la linea, progettata dall'ingegner Eugenio Geiringer e gestita dalla Società Anonima delle Piccole Ferrovie di Trieste (SPF), fu inaugurata il 9 settembre dell'anno successivo.
Per vincere il forte dislivello, una parte della linea fu armata inizialmente con una cremagliera sulla quale le elettromotrici tranviarie erano spinte (o frenate in discesa) da appositi locomotori-spintori di grande potenza. Tale soluzione accomuna l'impianto triestino con quelli cessati della Tranvia di Monreale e dell'Automotofunicolare di Catanzaro. Gemello, inoltre, l'impianto del Renon (Bolzano) del 1907, alla cui costruzione era stato dedicato uno dei locomotori-spintori del Tram di Opicina.
Nel 1906, in occasione dell'apertura della ferrovia Transalpina, secondo collegamento ferroviario tra Trieste e Opicina, la tranvia fu prolungata dal capolinea carsico alla nuova stazione di Opicina. Il nuovo tratto misurava 1,13 km e seguiva la via Nazionale per poi raggiungere, attraverso via di Prosecco, la stazione stessa.
In seguito al continuo aumento del traffico, la tratta a cremagliera costituiva sempre più una soggezione per l'esercizio e, pertanto, venne sostituita nel 1928 da una funicolare sulla quale appositi veicoli (denominati carri-scudo) vincolati alla fune dell'impianto spingevano (o trattenevano) le elettromotrici.
Nel 1935 le elettromotrici d'origine furono sostituite da vetture a carrelli più capienti. Negli stessi anni si progettò di prolungare la linea fino a Sesana, ma non se ne fece nulla; anzi, la tratta da Opicina centro alla stazione attivata nel 1906 fu chiusa nel 1938, essendo sempre rimasta poco frequentata e a causa dello stretto raggio della curva posta in fondo alla via di Prosecco che le nuove motrici a carrelli non potevano percorrere. La concessione per tale tratto venne risolta l'anno successivo.
Negli anni '50 il traffico cominciò a scemare per la concorrenza della motorizzazione privata. Alla scadenza della concessione (1961) la linea passò al Comune, che la gestì inizialmente tramite il Servizio Comunale Trenovia (SCT), e dal 1970 tramite l'azienda municipalizzata di trasporto ACEGAT. Dal 1977 a questa subentrò l'Azienda Consorziale Trasporti (ACT), cui infine subentrò nel 2000 la Trieste Trasporti.

### Le sospensioni del servizio
Il servizio proseguì con periodici rinnovi degli impianti, in conseguenza delle disposizioni legislative che impongono la periodica sostituzione della fune; importanti lavori vennero svolti nella stagione 1977-1978.
Importanti lavori nel tratto urbano furono condotti nel 2001, allorché fu spostato un tratto di binario.
L'impianto fu fermato nel 2005 per l'effettuazione della revisione ventennale delle vetture, riprendendo regolare servizio il 26 luglio 2006.
Il servizio è stato nuovamente sospeso lunedì 3 settembre 2012 a seguito di un deragliamento senza conseguenze. L'incidente portò l'amministrazione comunale e il gestore ad anticipare una serie di lavori di manutenzione straordinaria previsti da una convenzione con il Ministero delle infrastrutture e dei trasporti, che avrebbero dovuto cominciare solo il 24 settembre. Si provvide in particolare alla sostituzione delle pulegge dell'impianto funicolare, che risalivano al 1927, al rifacimento della sottostazione elettrica, per consentire il recupero dell'energia prodotta dai tram durante la frenatura, e alla sostituzione dei tratti più usurati di binario e linea aerea. La riapertura al pubblico è avvenuta a metà luglio 2014.
Il 16 agosto 2016 due convogli si sono scontrati frontalmente, portando alla sospensione del servizio. Il ripristino si è rivelato lungo e laborioso, sia per consentire il lavoro della magistratura che per la difficoltà delle riparazioni, in quanto, trattandosi di vetture storiche, non esistevano pezzi di ricambio e le parti da sostituire dovettero essere realizzate artigianalmente. La riapertura, inizialmente prevista per l'estate 2017, non avvenne in tempi brevi, complice anche un sopraggiunto ritardo della fine dei lavori di manutenzione straordinaria.
L'8 marzo 2022 sono stati completati i lavori di ristrutturazione della linea, in attesa del pre-esercizio e della riapertura; il successivo 21 novembre si sono svolte alcune corse prova della tranvia nella tratta in centro storico.
A seguito del termine dei lavori, proclamato dall'ANSFISA, dal 19 dicembre 2024 il servizio tramviario inizia il periodo obbligatorio di pre-esercizio di 10 giorni.

### Riattivazione della linea
La riapertura si è tenuta sabato 1º febbraio 2025, con capolinea temporaneo in piazza Dalmazia: in una fase iniziale il tram non percorre gli ultimi 100 metri del tratto che giunge a piazza Oberdan.
Il servizio è svolto quotidianamente da tre motrici.

## Caratteristiche
| Urban head station |

| Unknown route-map component "ueABZgl" | Unknown route-map component "uexKINTeq" |

| Urban stop on track |

| Urban straight track + Unknown route-map component "GRZq" |

| Urban stop on track |

| Unknown route-map component "uSPLa" |

| Unknown route-map component "uvHST" |

| Unknown route-map component "uSPLe" + Unknown route-map component "GRZq" |

| Urban stop on track |

| Urban stop on track |

| Urban station on track |

| Urban stop on track |

| Unknown route-map component "tCONTgq" | Unknown route-map component "tSTRe@fq" + Urban straight track | Transverse track | Unknown route-map component "STR+r" |

|  | Urban stop on track |  | Straight track |

|  | Unknown route-map component "uHSTeBHF" |  | Straight track |

|  | Urban station on track |  | Straight track |

|  | Urban stop on track |  | Straight track |

|  | Unknown route-map component "uvSTRl-" + Unknown route-map component "uxvSHI2gl-" | Unknown route-map component "uKDSTeq" | Unknown route-map component "dSTR" |

|  | Unknown route-map component "uexvSTR-" + Unknown route-map component "uv-KHSTe" |  | Unknown route-map component "dSTR" |

|  | Unknown route-map component "uexvHST-" |  | Unknown route-map component "dSTR" |

| Unknown route-map component "+d" | Unknown route-map component "uexvSTR-" | Unknown route-map component "SHI3+l" + Unknown route-map component "-STR+l" | Unknown route-map component "vSHI3r-" + Unknown route-map component "d-CONTfq" |

|  | Unknown route-map component "uexvHST-" | Unknown route-map component "eABZg+l" | Unknown route-map component "exdCONTfq" |

| Unknown route-map component "d" | Unknown route-map component "uexvKHSTe-" | Station on track |

| Unknown route-map component "b" | Unknown route-map component "ABZgl" | Unknown route-map component "dCONTfq" |

| Unknown route-map component "+d" | Continuation forward |

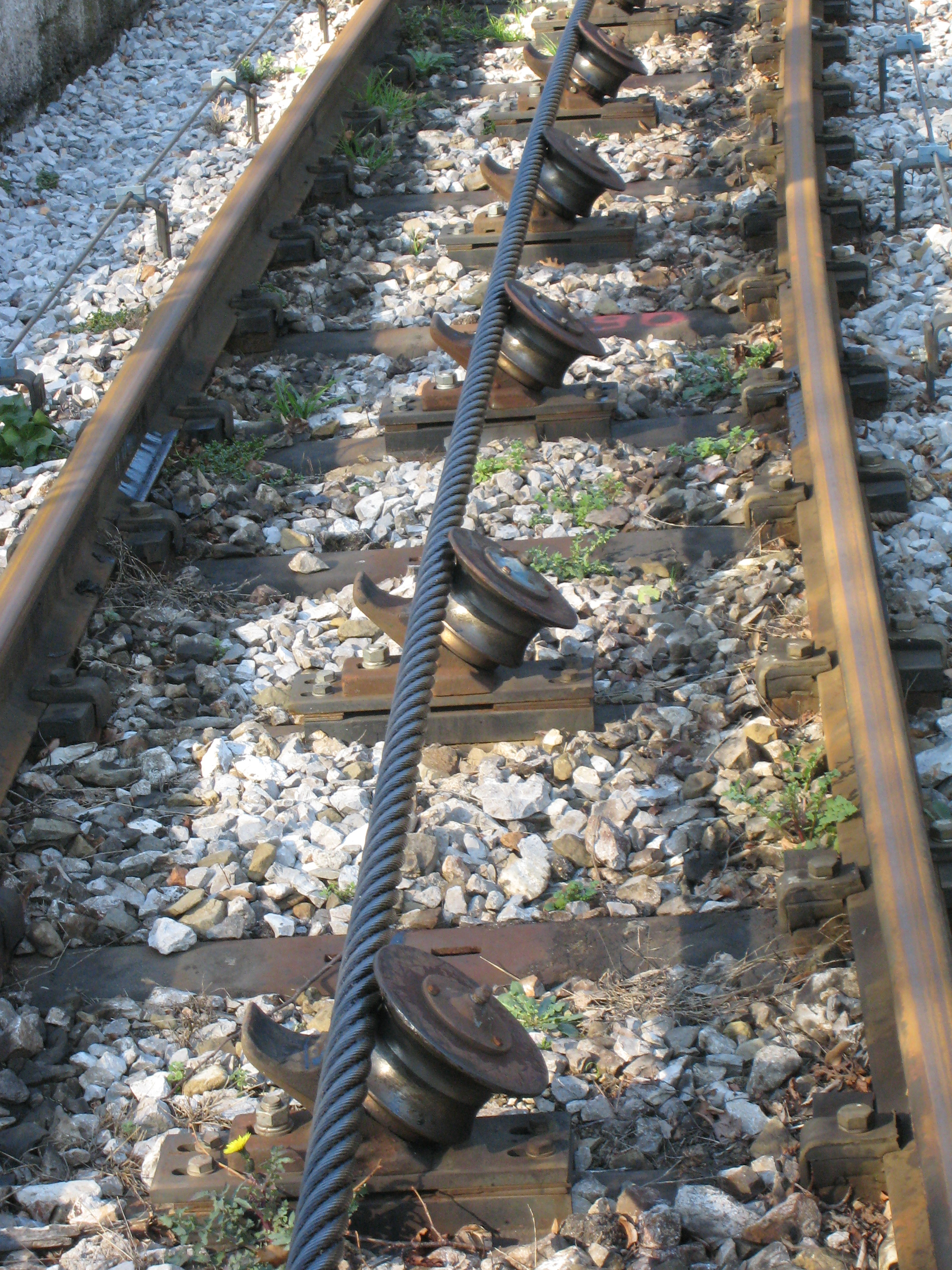
Particolare del ruotismo guidafune

La linea è armata con binario a scartamento metrico ed è alimentata elettricamente tramite linea aerea di contatto alla tensione di 600 V in corrente continua. L'argano del tratto a funicolare è posto in località Scorcola; su tale sezione la velocità massima ammessa è pari a 10,8 km/h.
Il percorso ha origine in piazza Oberdan, nel centro di Trieste, e si svolge inizialmente in piano, fino a piazza Casali distante alcune centinaia di metri.
Qui ha inizio il tratto in salita, dove la vettura tranviaria viene agganciata - o meglio "si appoggia" - ad un carro vincolato alla fune traente il quale la spinge per tutto il tratto servito dalla funicolare dove viene raggiunta la pendenza massima del 26%.
Contemporaneamente, presso la stazione a monte di Vetta Scorcola, una seconda vettura tranviaria viene accompagnata verso il basso, appoggiata al secondo "spintore", agganciato all'altro capo della fune. A metà di questa sezione i due tram in servizio in senso opposto si incrociano.
Superata Vetta Scorcola, la vettura in salita lascia il carro scudo e prosegue ad aderenza naturale fino a Villa Opicina, percorrendo un tracciato molto panoramico interamente in sede propria, di cui il punto saliente e più elevato è l'Obelisco, posto a 343 metri di altezza s.l.m. Lo stesso, intitolato a Francesco I d'Austria, è il punto panoramico per eccellenza lungo il tragitto della Tranvia di Opicina. Da qui parte la suggestiva passeggiata panoramica sulla strada Napoleonica.
La linea prosegue da qui in sede riservata fino all'inizio dell'abitato di Villa Opicina.
Del tratto tra la stazione tranviaria di Opicina e la stazione di Villa Opicina, soppresso nel 1938, non resta alcuna traccia. 

## Materiale rotabile

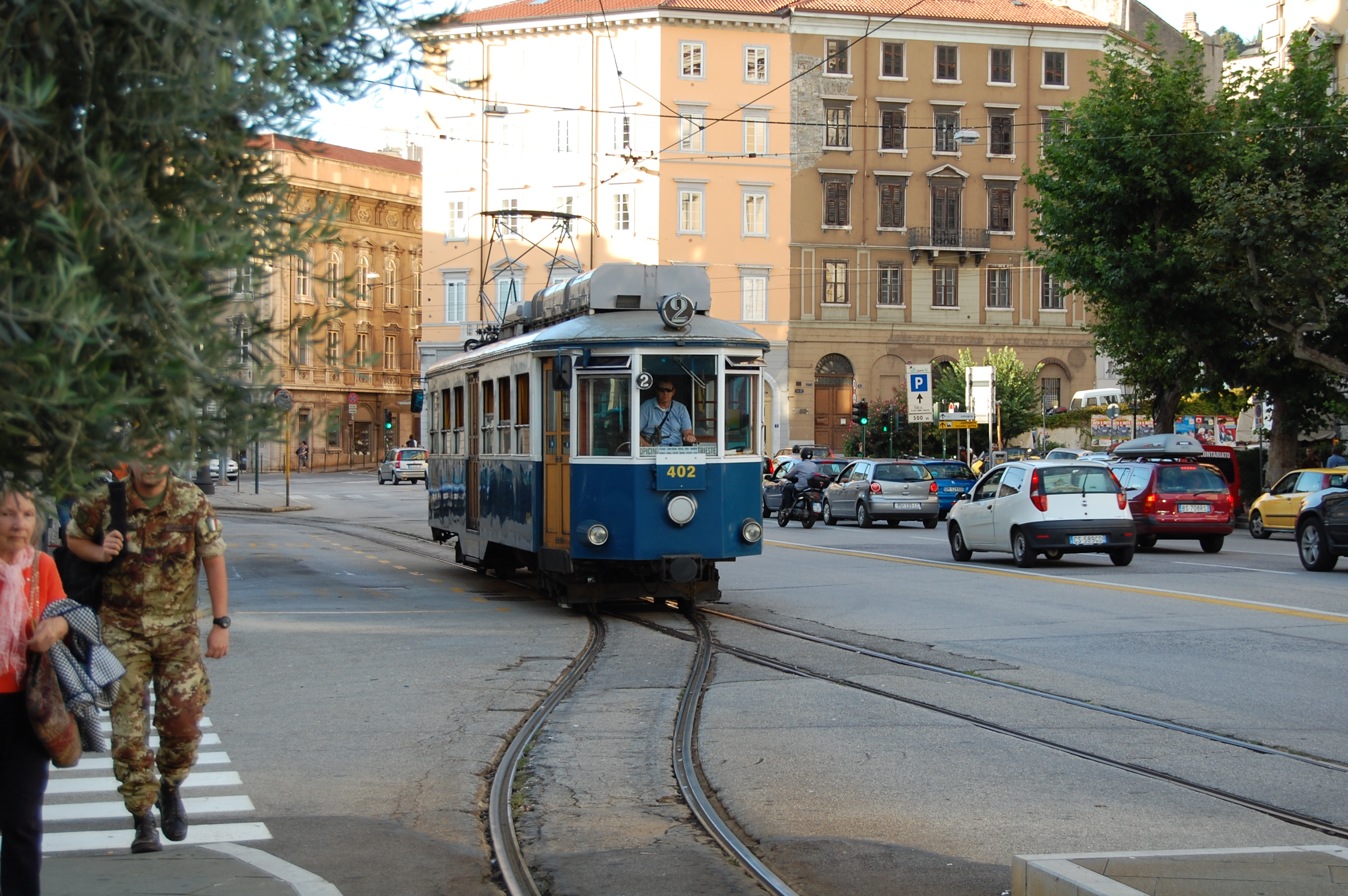
In arrivo al capolinea di Piazza Oberdan

In origine il parco della linea era costituito da nove elettromotrici a due assi (serie 1-9) di costruzione Grazer Waggonfabrik e tre locomotori per il traino delle stesse sulla tratta a cremagliera; uno di questi ultimi, il n. 3, fra il 1906 e il 1907 fu noleggiato dalla Rittnerbahn AG per i lavori di costruzione della propria ferrovia Bolzano-Collalbo, equipaggiata anch'essa con cremagliera di tipo Strub.
Le vetture subirono alterne vicende che portarono alla trasformazione di due di esse, la 1 e la 6, ridenominate 111-112 (poi 411-412) come vetture di servizio. Le stesse sopravvivono come vetture di interesse storico: la 1 ricondotta alle condizioni degli anni venti (con frontali chiusi e livrea verde) e rimessa in servizio nel 1992 in occasione dei novant'anni dall'inaugurazione; nel 2006 venne restaurata la 6, ma ricondotta allo stato d'origine con frontali aperti e livrea amaranto. Unica concessione la presenza dell'archetto di presa corrente, dovuta all'impossibilità di far circolare la vettura con la pertica come nel 1902.
Nel 1935 entrarono in servizio le cinque elettromotrici a carrelli di tipo Brill serie 101-105, rinumerate 401-405 negli anni '70, seguite nel 1942 dalle unità 106-107, poi 406-407, anch'esse costruite dall'Officina Meccanica della Stanga con equipaggiamenti elettrici TIBB. La vettura 403, vittima di un incidente, è stata demolita negli anni '80.
Nel 2004 la vettura 405 fu modificata con l'introduzione di un azionamento a chopper, fungendo da prototipo per la successiva trasformazione di tutte le altre vetture del parco ad eccezione della 407, dotata dell'equipaggiamento originario.
Sono inoltre presenti due carri-scudo o "spintori" per il tratto a funicolare. I due originali con cassa in legno del 1928 furono sostituiti nel 1978 da altrettanti metallici in livrea arancio; in seguito alla revisione ventennale effettuata nel corso del 2006 questi sono stati nuovamente sostituiti con dei nuovi modelli realizzati da Ceretti & Tanfani, nella medesima livrea bianco-blu delle vetture tranviarie, che non richiedono personale e che, privi dunque di cabina, permettono maggiore visibilità.

## Frequentazione
| anno          | anno      |  | passeggeri | passeggeri |
| ------------- | --------- |  | ---------- | ---------- |
| 2017-2024     | 2017-2024 |  | 0          | [ T 1 ]    |
| 2016          | 2016      |  | 426 560    | [ T 2 ]    |
| 2015          | 2015      |  | 690 000    |            |
| 2014          | 2014      |  | 290 000    | [ T 3 ]    |
| note 1. 2. 3. |           |  |            |            |

## Galleria d'immagini

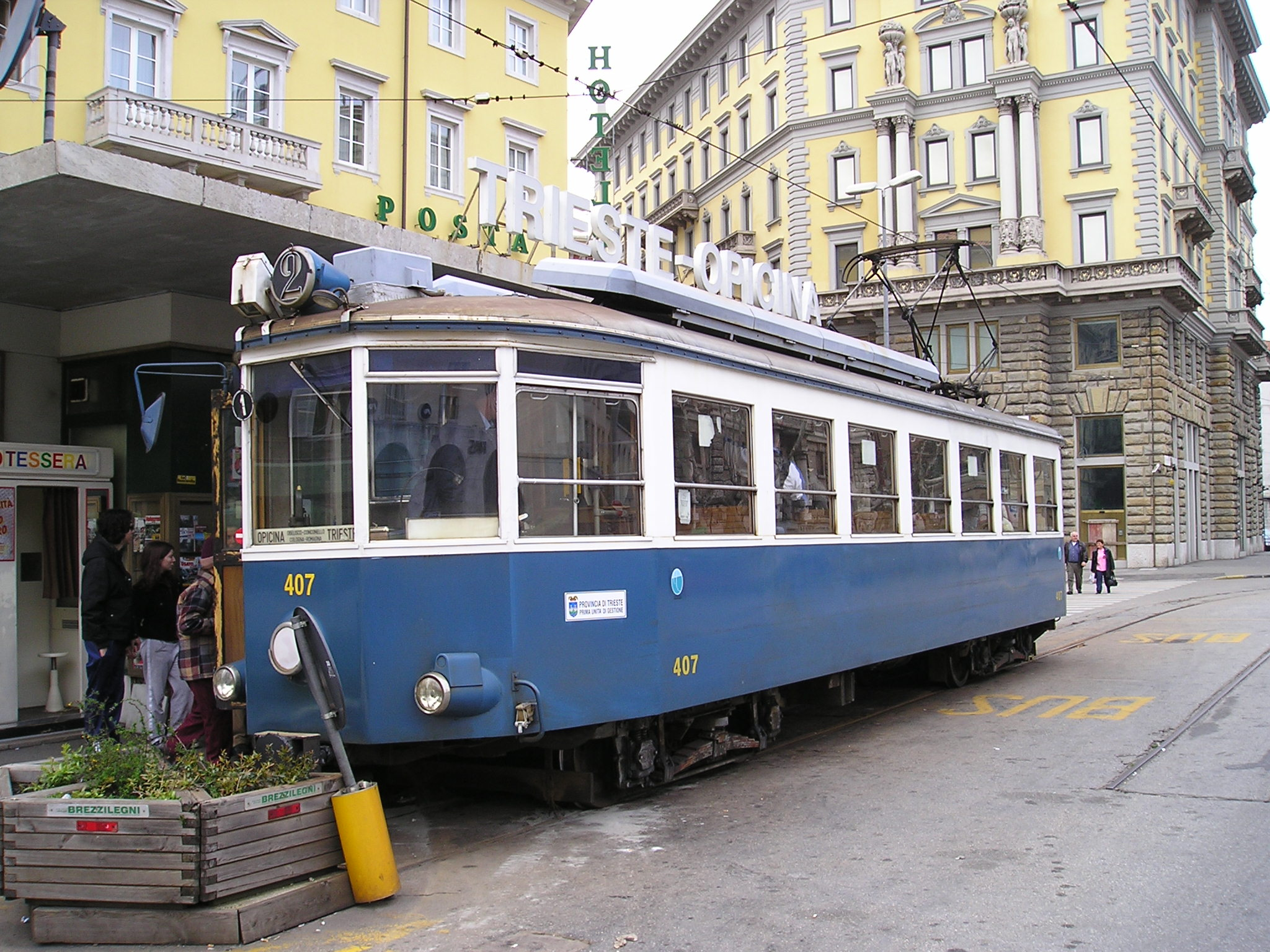
Tranvia di Opicina: vettura n. 407 Officine Meccaniche della Stanga a Trieste nel 2005
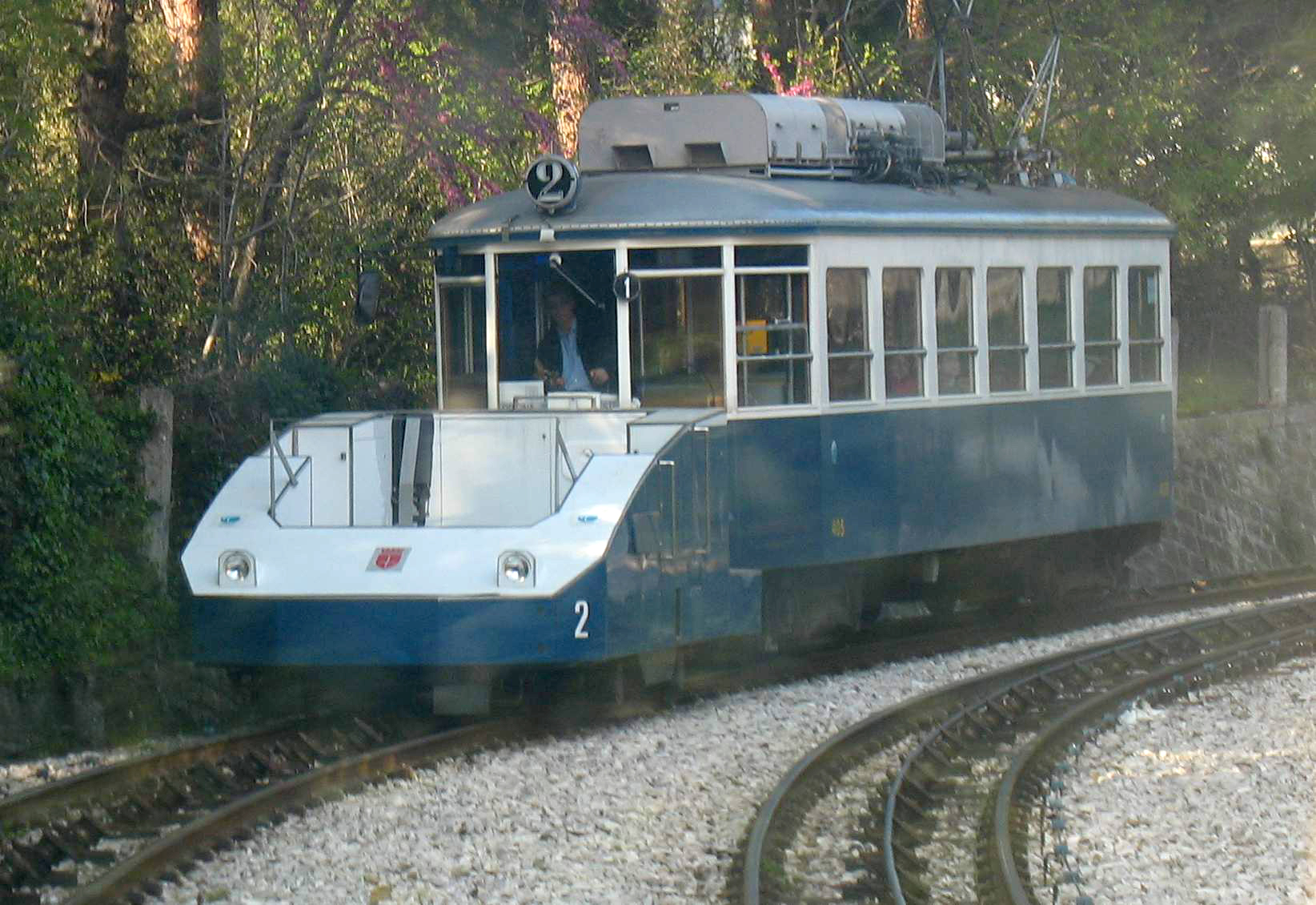
Il nuovo carro scudo nº 2, in servizio dal 2006, presso l'incrocio a metà del tratto a funicolare (aprile 2007)
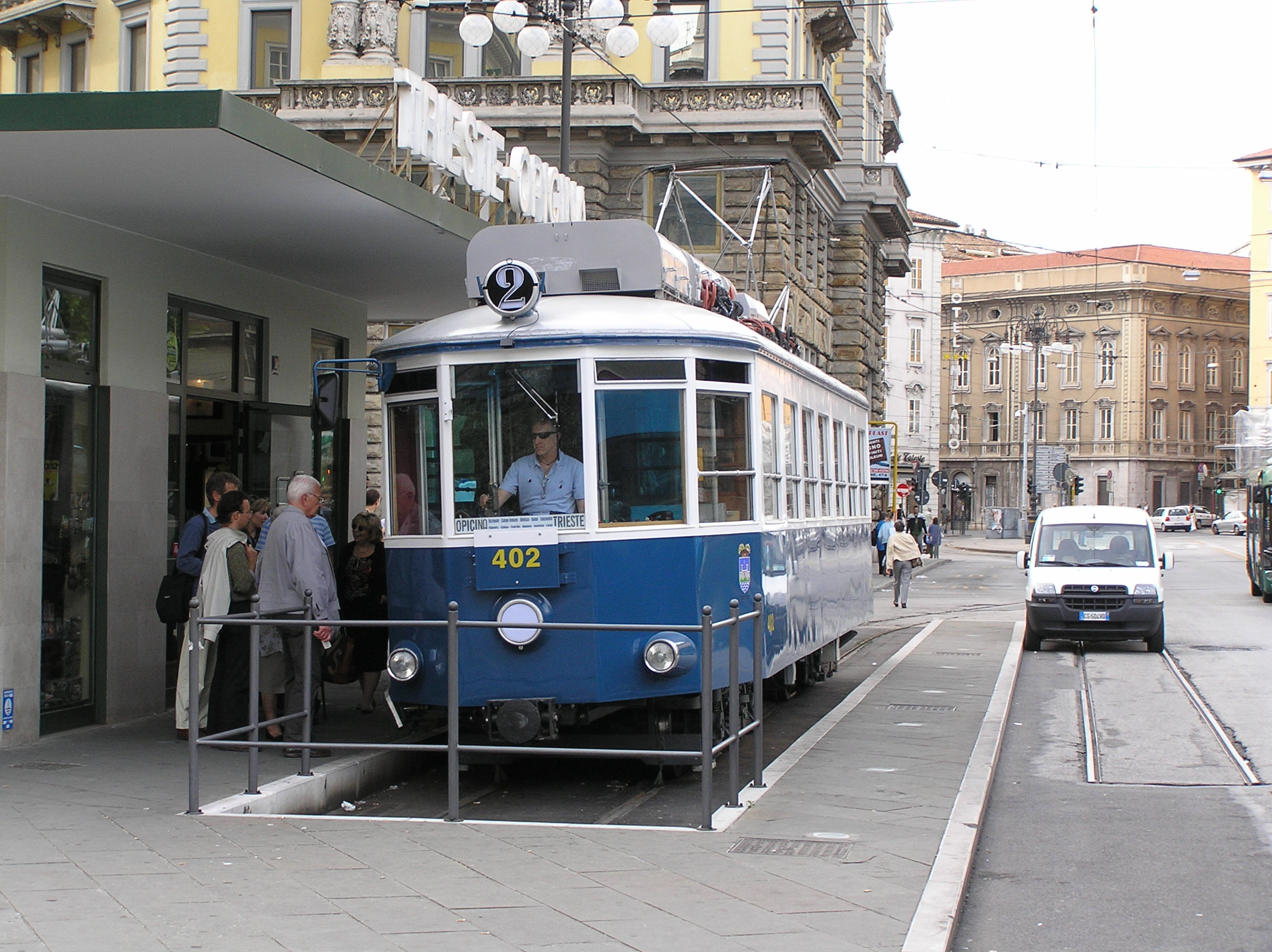
Il capolinea del tram a Trieste nel 2010, con la nuova banchina

### Libri e fascicoli
- I Trasporti a Trieste, dalla Società Triestina Tramways all'Azienda Trasporti Consorziale, Udine, Del Bianco, 1982.
- Roberto Carollo e Leandro Steffè, Il Museo Ferroviario di Trieste Campo Marzio, Trieste, DLF, 2007.
- Giovanni Cornolò e Francesco Ogliari, La tramvia – funicolare Trieste – Opicina (1928 – in esercizio), in Si viaggia... anche all'insù. Le funicolari d'Italia, volume secondo (1901-1945), Milano, Arcipelago Edizioni, 2006,  pp. 703-726, ISBN 88-7695-325-6.
- Andrea Dia, La Tranvia Trieste-Opicina Elektrische Bahn Triest-Opcina, Luglio Editore, 2016.
- Walter Fontanot e Fabiana Romanutti, Tramway Trieste-Opicina, 1ª ed., Trieste, Danubio, 1992.. Riedito da Teatro Studiogiallo, 1996.
- Diego Manna, Le disgrazie del tran de Opcina, White Cocal Press, 2019.
- Stella Rasman Cent'anni col Tram, 2002, supplemento di Scopri Trieste - Discovering Trieste, MGS Press Trieste.

### Periodici
- Paolo Sossi, Trieste, il tram di Opicina, in Italmodel Ferrovie, n. 223, febbraio 1979,  p. 14.
- Giulio Roselli, La Tranvia Trieste-Villa Opicina, in Tutto Treno, n. 27, dicembre 1990,  p. 12.
- Gian Guido Turchi, Binari e storia a Trieste, in I Treni, n. 141, ottobre 1993,  p. 22.
- Giorgio Grisilla e Andrea Di Matteo, Trieste e i suoi tram, in I Treni, n. 222, gennaio 2001,  p. 29.
- Roberto Puccioni, "El tram de Opcina" fa 100, in I Treni, n. 240, settembre 2002,  pp. 22-29.
- Andrea Di Matteo, Il tram rampichino, in Tutto Treno & Storia, n. 8, novembre 2002,  p. 16.
- Andrea Di Matteo, Il tram 405 della Trieste-Villa Opicina, in Tutto Treno, n. 196, aprile 2006,  p. 22.
- Andrea Di Matteo, 80 di funicolare Trieste-Opicina, in Tutto Treno & Storia, n. 20, novembre 2008,  p. 96.
- Andrea Di Matteo, L'inossidabile tranvia Trieste-Opicina, in Tutto Treno, n. 225, dicembre 2008,  p. 14.
- Fabrizio Tellini, Sessant'anni in linea, in I Treni, n. 316, giugno 2009,  p. 24.